# Бамиа, Аида
Аида Бамиа (англ. Aida Adib Bamia, род. XX век, Иерусалим) — почётный профессор арабского языка и литературы Университета Флориды в Гейнсвилле. Она специалист по североафриканской литературе. Её работа над арабской литературой помогла сделать качественные переводы для англоязычных читателей.

## Биография
Бамия — палестинка. Она родилась в Иерусалиме и после 1948 года жила в Египте. Она получила степень доктора философии в 1971 году в Лондонском университете (Школа востоковедения и африканистики). С 1972 по 1973 год Бамиа получила грант Фонда Форда для работы над постдокторской стипендией в Калифорнийском университете в Лос-Анджелесе.
В 1985 году начала преподавать в Университете Флориды. До работы во Флоридском университете Бамиа преподавала в различных университетах Алжира.
Позже Бамиа получила американское гражданство; она считает себя американкой арабского происхождения. Однако она также заявила: «Когда я наконец обосновалась в США, я обнаружила, что дом, машина и свобода путешествовать, куда я хочу, не заполняют внутреннюю пустоту… У меня всё ещё есть некоторая надежда вернуться в Палестину, которую я могу назвать своим домом, а не оккупированную землю, которую моё американское гражданство позволяет мне посещать в качестве туриста».
Исследование Бамиа было сосредоточено в первую очередь на писательницах-мусульманках с Ближнего Востока. Она показала, что женщины внесли значительный вклад в культуру и литературу даже в ранние исламские времена, и она надеется бороться со стереотипами об арабских женщинах с помощью своих статей и исследований. Она также изучала традиции устной поэзии женщин Магриба в Северной Африке.
Она была редактором журнала «Аль-Арабийя» Американской ассоциации учителей арабского языка (ААТА). Она также была президентом AATA в 1993 году.
Она является автором книги «Поседение ворона: культурное и социально-политическое значение алжирской народной поэзии», получившей в 2000 году премию Ближнего Востока от издательства Американского университета в Каире.
Её переводческие работы также были номинированы на награды. В 2014 году она была номинирована на премию Саифа Гобаша Банипала в области арабского литературного перевода за перевод книги Мохаммеда Ачаари «Радуга и бабочка».
Аида Бамиа является приглашённым профессором в Мичиганском университете.

## Работы
- "Refusing to Melt in Their World", World and I
- The Inheritance, Sahar Khalifeh, Translator Aida Bamia, American University in Cairo Press (December 30, 2005) ISBN 978-977-424-939-6
- Papa Sartre[англ.], Ali Bader[англ.], Translator Aida Bamia, (AUC Press 2009).
- The Graying of the Raven: Cultural and Sociopolitical Significance of Algerian Folk Poetry (AUC Press 2001).
- Feminism in Revolution: The Case of Sahar Khalifa // Tradition, Modernity, and Postmodernity in Arabic Literature. — Leiden, The Netherlands : Koninklijke Brill NV, 2000. — ISBN 9789004117631.